# 星緬投資
星緬投資有限公司，簡稱星緬投資（新加坡緬甸投資公司）（英語：Singapore Myanmar Investco Ltd，SGX：Y45），在1986年由香港商人鐘華生（前董事長及首席執行官）、鐘官榮創立。業務在香港、中國內地和台灣經營生產及銷售線路板電鍍、沖壓等產品，前身為「新加坡榮華控股有限公司」（Singapore Windsor Holdings Limited），而現時主要經營位於緬甸零售、食品飲料、汽車服務、建築和物流。
總部位於香港沙田禾盛街11-19號中建電訊大廈803-805室、中國深圳市寶安區沙井鎮衙邊村衙邊工業區D4~D9幢，以及8 Wilkie Road #03-01 Wilkie Edge Singapore 228095。在2006年4月10日於新加坡交易所主板上市。招股價為0.26坡元，配售股份為32,000,000股，集資額為8,320,000坡元。
2015年7月29日，在臨時股東大會通過出售榮華投資控股有限公司和榮華金屬製造有限公司（總代價1.935億港元）後，更名「星緬投資有限公司」（別名「新加坡緬甸投資公司」）和「Singapore Myanmar Investco Ltd」。

## 連結
- sin-mi.com （页面存档备份，存于）
- windsormetal.cn